# Powidz (gromada)
Powidz – dawna gromada, czyli najmniejsza jednostka podziału terytorialnego Polskiej Rzeczypospolitej Ludowej w latach 1954–1972.
Gromady, z gromadzkimi radami narodowymi (GRN) jako organami władzy najniższego stopnia na wsi, funkcjonowały od reformy reorganizującej administrację wiejską przeprowadzonej jesienią 1954 do momentu ich zniesienia z dniem 1 stycznia 1973, tym samym wypierając organizację gminną w latach 1954–1972.
Gromadę Powidz z siedzibą GRN w Powidzu utworzono – jako jedną z 8759 gromad na obszarze Polski – w powiecie gnieźnieńskim w woj. poznańskim, na mocy uchwały nr 19/54 WRN w Poznaniu z dnia 5 października 1954. W skład jednostki wszedł obszar dotychczasowej gromady Przybrodzin, ponadto miejscowości Polanowo, Rzymachowo i Rudunek z dotychczasowej gromady Polanowo oraz miejscowości Powidz i Charbin z dotychczasowej gromady Powidz – ze zniesionej gminy Powidz w tymże powiecie. Dla gromady ustalono 16 członków gromadzkiej rady narodowej.
1 stycznia 1960 do gromady Powidz włączono obszary zniesionych gromad Smolniki Powidzkie i Wiekowo w tymże powiecie.
Gromada przetrwała do końca 1972 roku, czyli do kolejnej reformy gminnej. 1 stycznia 1973 w powiecie gnieźnieńskim reaktywowano gminę Powidz (zniesioną przejściowo w latach 1976-1994; od 1999 w powiecie słupeckim).